# Louise Gold
Louise Gold (Londra, 19 agosto 1956) è un'attrice, cantante, doppiatrice e burattinaia britannica, nota per il suo lavoro con il Muppet Show.
Ha recitato anche in numerosi musical del West End, tra cui I pirati di Penzance (1982), Anything Goes (1989), Merrily We Roll Along (1992), Assassins (1992), Follies (2002), Mary Poppins (2005), Mamma Mia! (2007), Pippin (2011) e il revival di Gypsy: A Musical Fable con Imelda Staunton (2015).

## Filmografia parziale

### Cinema
- Dark Crystal (The Dark Crystal), regia di Frank Oz e Jim Henson (1982)
- I pirati di Penzance (The Pirates of Penzance), regia di Wilford Leach (1983)
- Labyrinth - Dove tutto è possibile (Labyrinth), regia di Jim Henson (1986)
- Topsy-Turvy - Sotto-sopra (Topsy-Turvy), regia di Mike Leigh (1999)
- Muppets 2 - Ricercati (Muppets Most Wanted), regia di James Bobin (2014)

### Televisione
- I Muppet (The Muppets) – serie TV, 84 episodi (1977-1981)
- The Black Adder – serie TV, episodio 1x05 (1983)
- Sesamo apriti (Sesame Street) – serie TV, 43 episodi (1992-1998)
- Casualty – serie TV, episodio 8x11 (1993)
- Doctors – serial TV, puntate 4x58-24x55 (2002-2023)
- Coronation Street – serial TV, puntate 7620-7871 (2011-2012)
- Gypsy: Live from the Savoy Theatre – film TV (2015)
- The Furchester Hotel – serie TV, 54 episodi (2014-2017)
- Holby City – serie TV, episodio 19x27 (2017)
- Strike Back – serie TV, episodi 6x08-6x09-6x10 (2018)
- Dark Crystal - La resistenza (The Dark Crystal: Age of Resistance) – serie TV, 10 episodi (2019)
- Dodge's Pup School – serie TV, 10 episodi (2024)
- Il conte di Montecristo (Le Comte de Monte-Cristo), regia di Bille August – miniserie TV, puntate 1-6 (2025)

### Doppiaggio
- Giallo in casa Muppet (The Great Muppet Caper), regia di Jim Henson (1981)
- Festa in casa Muppet (The Muppet Christmas Carol), regia di Brian Henson (1992)
- I Muppet nell'isola del tesoro (The Muppet Treasure Island), regia di Brian Henson (1996)